# Çatax
Çatax är en ort i Azerbajdzjan.   Den ligger i distriktet Tovuz Rayonu, i den västra delen av landet, 400 km väster om huvudstaden Baku. Çatax ligger 1 417 meter över havet och antalet invånare är 3 189.
Terrängen runt Çatax är kuperad. Çatax är det största samhället i trakten. 
I omgivningarna runt Çatax växer i huvudsak blandskog. Runt Çatax är det ganska tätbefolkat, med 78 invånare per kvadratkilometer.